# Tichu
A Tichu egy több műfajt kombináló, izgalmas, csapatban játszott, kínai eredetű kártyajáték, a lapkijátszós típusú kártyajátékok közé tartozik.
Nyomokban hasonlít a bridzsre, a japán Daihinmin-re és a pókerre. Alapváltozatában két-két egymással párban (egy csapatban levő) játékos játssza egymással. A játék célja mindkét csapat számára egyaránt a pontgyűjtés, a játékot egy előre meghatározott pontszámig, jellemzően 1000 pontig játsszák.

## A játék menete
A játékot játszó 4 játékos közül 2-2 játékos állandó csapatot alkot, és a két-két csapattárs egymással szemben ül az asztalnál. A játékot a szabályok szerint - más kártyajátékoktól eltérően - az órajárásával ellentétes irányba haladva játsszák.

### A Tichu kártya lapjai
A Tichu kártyapakliban 56 lap van, melyek közül 52 lapot négy szín (Jade, Sword, Pagoda, Star) alkot, a fennmaradó 4 speciális lap pedig a veréb avagy az 1-es (Mah Jong), a kutya, a Főnix és a Sárkány.
Tichu pakli híján a hagyományos 52 lapos francia kártya 4 jokerrel is használható némi átalakítás (a 4 joker Tichu speciális lappá való átalakítása) után.

A négy speciális kártya: 

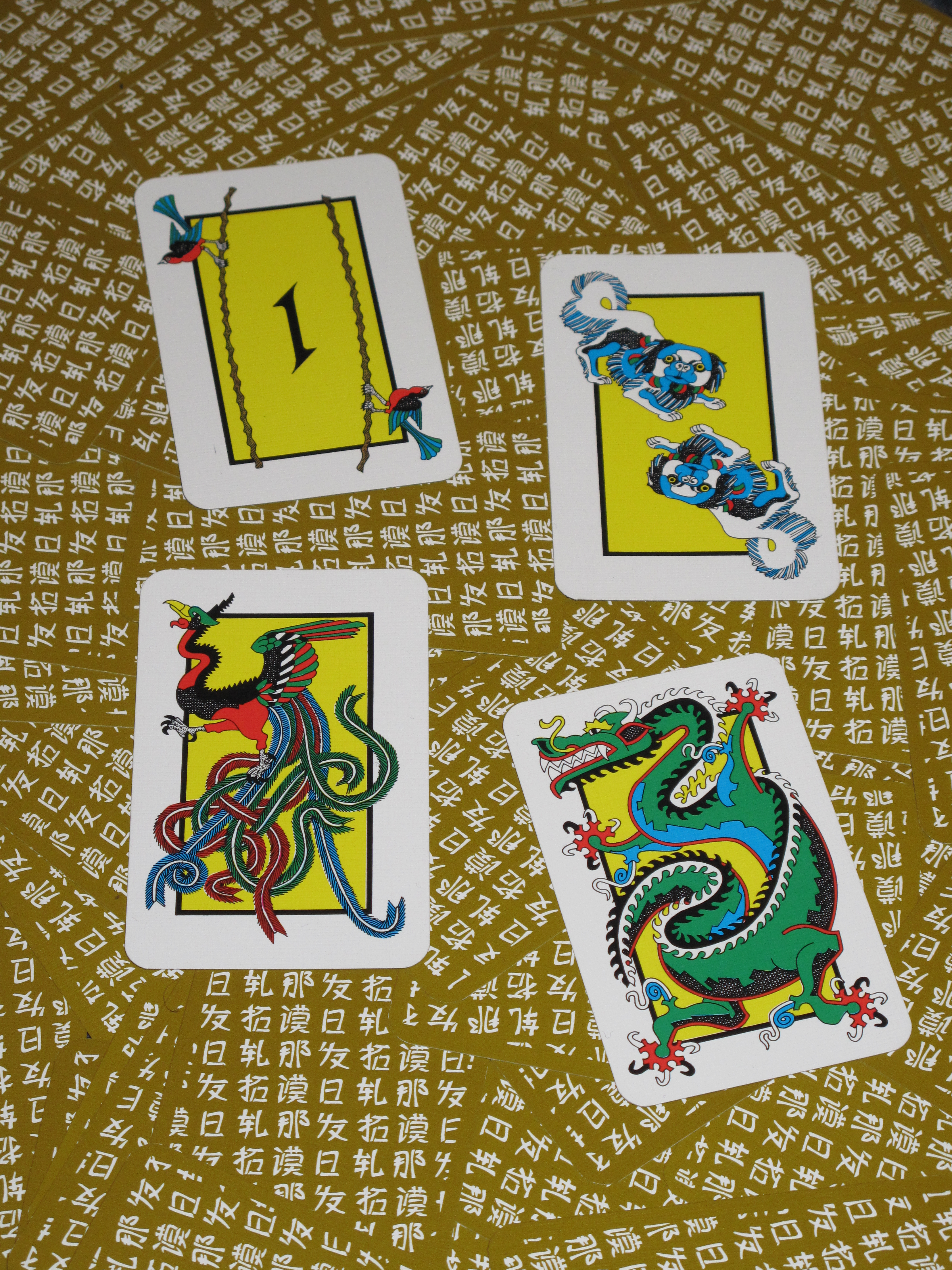
Veréb(Mah Jong), Kutya, Főnix, Sárkány

- A veréb (Mah Jong) (a képen a bal felső lap) tulajdonosa kezdi a játékot, de más lapot is kiadhat első hívásként. A Veréb értéke 1, azaz a legkisebb értékű lap egyben a játékban. Egyedül is kiadható, vagy sorba téve pl. "1 2 3 4 5 6" sor is képezhető belőle. Mivel nincs a Verébnek színe, így bombában nem szerepelhet. A Veréb kijátszásakor lehetőség van (de nem kötelező) lapot kérni (2-től ászig bezárólag bármit). A lapkérés teljesítés kötelező a soron következő játékos számára, amennyiben van olyan lapja, és a hívásra azt érvényesen ki tudja adni. Ha nem tud a kért lapot kiadni, akkor bármi mást kijátszhat. A kérés azonban addig marad érvényben, amíg valaki nem tudja teljesíteni. Ha a kért lap valakinél bombában szerepel, akkor is kötelező kiadni, vagy bombaként, vagy a hívott formában. A kiadás akkor is kötelező, ha csak a Főnix lappal oldható meg a kérés teljesítése. Például ha a Verebet kiadó játékos pl. "1 2 3 4 5" sor részeként adta ki a lapot és kért pl egy "6"-ost, akkor egy 5 hosszúságú sor részeként kötelező 6-ost kijátszani, akkor is, ha az adott játékos csak "4 5 6 Főnix 8" formába tudja azt megtenni. Az alapelv tehát: ha ki tudod teljesíteni a kérést, akkor muszáj.

- A Kutya (a képen a jobb felső lap) lapnak nincs értéke, és nem is lehet más lapokkal formációban kiadni, csak egyedül játszható ki. A kijátszásakor a szemközt ülő játékos, azaz a csapattársunk (vagy ha neki már nincs lapja, akkor a tőle jobbra ülő játékos) kapja meg a lapkiadás jogát. Hasznos lap, ha a lapkiadás jogát csapattársunknak akarjuk átadni.

- A Főnix (a képen a bal alsó lap) egyedül kijátszva - a Sárkányt kivéve - bármely lapnál 0,5-del nagyobb értékkel bír, azaz az ászokat is meg lehet vele ütni, hiszen ász plusz fél az értéke ebben az esetben. Lapkombinációban kijátszva pedig a joker szerepét tölti be, 2-től ászig bármely lap értékét felveheti. (Természetesen ilyen esetben a Veréb által kért értéket nem helyettesíti.) Bombában értelemszerűen nem használható fel jokerként.

- A Sárkány (a képen a jobb alsó lap) "csak" egyedül játszható ki, lapkombinációba nem helyezhető. Minden más lapnál erősebb, ász + 1 az értéke, azaz a Főnix is megüthető vele. Csak bombával üthető meg. Ha az adott kört valaki a Sárkánnyal ütve nyeri meg, akkor az ütésben szereplő lapokat az egyik (szabadon megválasztott) ellenfélnek kell adni, viszont csak a lapokat, hiszen a hívás joga természetesen a Sárkánnyal ütő játékosnál marad. (Amennyiben a Sárkányt bombával megütik, a lapok nem kerülnek az ellenfélhez.)

### A parti eleje: osztás és lapcsere
A játék elején minden játékos kap az osztótól (vagy ahogy az eredeti kínai szabályok mondják, húz magának) először nyolc lapot, melynek megtekintése után - ha szeretne - úgynevezett "Nagy Tichu"-t mondhat be. Ez egy 200 pontos fogadás arra nézve, hogy a bemondó játékos (azaz nem is a partnere!) lesz az első játékos, aki az utolsó lapját is kijátssza az adott osztásban. Ezt követően a játékosok megkapják (vagy felhúzzák) a további 6 lapot, ekkor már "Nagy Tichu" bemondás nincs.
A lapok felvétele után, vagy később, de még az első lapjuk kijátszása előtt minden játékos még "Tichu"-t mondhat be, ami egy 100 pontos fogadás az elsőként való játékbefejezésre (az utolsó lap kijátszására) nézve. A különbség a "Nagy Tichu" és a sima "Tichu" bemondása között csak a bemondás időpontja, mivel "Nagy Tichu" csak a kilencedik lap felhúzása előtt mondható be, azaz még az összes lap megismerése előtt. Nagyobb kockázat, több pont. :)
(Amennyiben egy játékos az első néhány körben nem ad ki lapot, csak passzol, akkor ő az első lapjának kiadásig még mondhat Tichu-t.) Természetesen egy játszmában többen is mondhatnak Tichu-t, sőt nem tilos, hogy egy csapat két tagja is mondjon, bár ennek nincs értelme, mivel ha egyikük meg is nyeri a Tichu mondását, 0 pontot kap csak a csapat. Ha partnerünk Tichu-t mondott, támogatnunk kell őt inkább abban, hogy nyerjen.
A lapok kijátszása előtt még egy teendője van a játékosoknak: az osztáskor kapott 14 lapból 3 lapot kötelezően egymással egyszerre kicserélni. Minden játékos mindhárom másik játékosnak (a két ellenfélnek és a csapattársnak) 1-1 lapot lefele fordítva letesz az asztalra, majd egyszerre egymással kicserélik. Amennyiben valaki eközben Tichu-t mond be, mindenki kicserélheti a letett lapján, ha szeretné.

### A lapok kijátszása
A lapcsere után kezdődik a lapok kijátszása. Minden játszmában az a játékos hív először (adja ki az első lapot), akinél a lapcsere után a Veréb (Mah Jong) lap van. Az első kijátszott lap azonban lehet más is, nem szükséges feltétlenül a Verebet kijátszani.
A Tichu kártyajátékban - a pókerhez nagyon hasonló - lapkombinációk játszhatóak ki. Egy lap vagy lapkombináció kijátszása után (lásd alább) a következő (jobbra ülő) játékos hasonló, de nagyobb értékű kombinációt játszhat csak ki, vagy passzolhat (azaz dönthet úgy is, hogy nem ad ki lapot). Egy kör addig tart, amíg három egymást követ játékos nem passzol. (Azaz ha valaki passzolt, később még dönthet úgy, hogy mégis kiad lapot, amikor ismét rá kerül a sor.) A legnagyobb lapot vagy lapkombinációt kiadó játékos elviszi az ütést és ő hívhatja a következő lapot, vagy ha szerencsés és az összes lapja elfogyott, akkor a tőle jobbra ülő játékos, illetve ha neki sincs már lapja, akkor a tőle jobbra ülő játékos.
A kiadható lapkombinációk:
- egy lap;
- pár (pl. két 5-ös);
- pársor (vagy 'futósor'), azaz egymást követő párok (pl. 5 5 6 6 vagy 9 9 10 10 J J) [nem egymást követő párok nem adhatóak ki];
- terc (pl. három darab 4-es);
- sor, azaz legalább 5 egymást követő (de más-más színű) lap (pl. 3 4 5 6 7);
- full, azaz egy terc és egy pár együtt (pl. 5 5 5 K K)

Azaz például: egy lap hívásakor csak egy lapot játszhatnak meg a játékosok, és csak nagyobb lapot játszhatnak ki. Aki nem tud vagy nem akar nagyobb lapot kiadni, passzolhat. Hasonlóképpen, ha a hívás egy 6 hosszúságú sor volt, akkor kizárólag 6 hosszúságú, de nagyobb értékű lapokból álló sort adhatnak ki a játékosok.
A négy egyforma lap (a "póker") és a színsor (azaz azonos színű, legalább 5 egymást követő lap) neve Bomba. Bomba bármely lapra kijátszható (akár egy másik, gyengébb bombára is), minden lapot üt, és ráadásul bármikor kijátszható (akkor is, ha éppen nem az adott játékos kerülne sorra), sőt a saját lapunk is azonnal "lebombázható". A bombák csak egy erősebb bombával üthetőek, azaz vagy egy azonos hosszúságú de nagyobb értékű (pl. egy négy db 5-ösből álló bomba négy darab 8-assal, vagy egy hosszabb bombával (pl. öt egymást követő, azonos színű lappal, azaz színsorral).

## Pontozás
Minden kör végén a két csapat pontokat kap vagy pontokat veszít (negatív pontokat kap).

### A játék eredménye alapján kapott pontok
1. Ha két, azonos csapatba tartozó játékos egymás után elsőként és másodikként szabadul meg az utolsó lapjától egy játszmában, azaz kettős győzelmet aratnak, akkor a játék véget ér, és a nyertes csapat 200 pontot kap (az esetleges Tichu mondásért kapott pontokon felül természetesen).
2. Minden más esetben pedig a játék addig tart, amíg a harmadik játékos ki nem adja az utolsó lapját (ami már nem üthető meg és azonnal az ő ütése lesz). A negyedik, vesztes játékosnak még a kezében levő lapjai az ellenfél ütéseihez adódnak hozzá, az ütései pedig az adott játszmát megnyerő (az utolsó lapját elsőként kiadó) játékoshoz kerülnek.
A pontszám ilyenkor az ütések alapján kerül kiszámolásra: minden ütésben elvitt 5-ös 5 pontot ér, a 10-es és a K lapok pedig 10-10 pontot érnek, a Sárkány 25 pontot ér, a Főnix pedig mínusz 25 pontot. A többi lapnak nincs értéke a pontozás szempontjából. (Minden játszmában tehát 100 pont kerül ilyen esetben a két csapat között elosztásra: 4 x 5 (a négy darab 5)+ 2 x 4 x 10 (a négy-négy 10 és K lapok) + 25 (sárkány) - 25 (főnix) = 100 pont.

### Tichu bemondás esetén a pluszpontok
A megnyert Nagy Tichu-ért (azaz ha a Nagy Tichu-t bemondó játékos lapjai fogynak el először) 200 pont jár, elveszített Nagy Tichu-ért pedig 200 pont levonás. (Azaz nem a másik csapat kap 200 pontot Nagy Tichu elveszítése esetén!) Hasonlóképpen a megnyert Tichuért 100 pont jár, elveszített Tichu esetén pedig 100 pont levonás.
A játék addig tart, amíg egyik csapat el nem éri vagy meg nem haladja az 1000 pontot. Döntetlen esetén újabb leosztás következik mindaddig, míg megszűnik a döntetlen állás.